# Tú Thủy

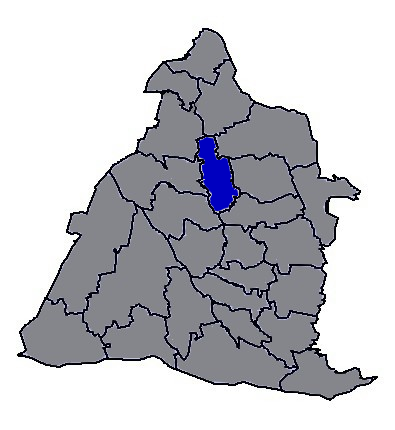
Vị trí tại Chương Hóa

Tú Thủy (tiếng Trung: 秀水鄉; bính âm: Xiùshuǐ Xiāng) là một hương (xã) của huyện Chương Hóa, tỉnh Đài Loan, Trung Hoa Dân Quốc (Đài Loan). Hương nằm ở trung tâm của huyện và có địa hình bằng phẳng thuộc đồng bằng Chương Hóa. Tổng diện tích Tú Thủy là 29,3448 km², dân số vào tháng 8 năm 2011 là 39.177 người thuộc 9.877 hộ gia đình, mật độ cư trú đạt 1335,1 người/km².